# Hippomedon robustus
Hippomedon robustus is een vlokreeftensoort uit de familie van de Lysianassidae. De wetenschappelijke naam van de soort is voor het eerst geldig gepubliceerd in 1895 door Sars.